# 清朝軍の階級
清朝軍の近代的な階級制度は、清朝末期の新軍が起源であり、袁世凱は北洋に6つの駐屯地を建設した際にプロイセンの軍政を範に調練を行った。旧正規軍である八旗ごとにバラバラであった古い階級制度を置き換え、西洋式の少尉から大将に相当する9つの階級が導入された。1905年3月、清朝政府は将校の階級章を制定した。 また同年8月には将校の各階級への進級の要件を定めた。同年12月に任官した陸軍将校らは、中国の軍事史上初めて近代的な階級呼称を有することになった。
- 上等第一級、正都統（大将に相当）
- 上等第二級、副都統（中将に相当）
- 上等第三級、協都統（少将に相当）
- 中等第一級、正参領（大佐に相当）
- 中等第二級、副参領（中佐に相当）
- 中等第三級、協参領（少佐に相当）
- 次等第一級、正軍校（大尉に相当）
- 次等第二級、副軍校（中尉に相当）
- 次等第三級、協軍校（少尉に相当）

1909年11月、軍部は清朝政府に正都統の上に「大将軍」および「将軍」の階級を創設するよう奏請した。また下士官の階級として上士（曹長相当）・中士（軍曹相当）・下士（伍長相当）の3階級が導入され、将校と下士官の間に額外軍官（准尉に相当）の階級が創設された。